# اليوم الأوروبي للغات

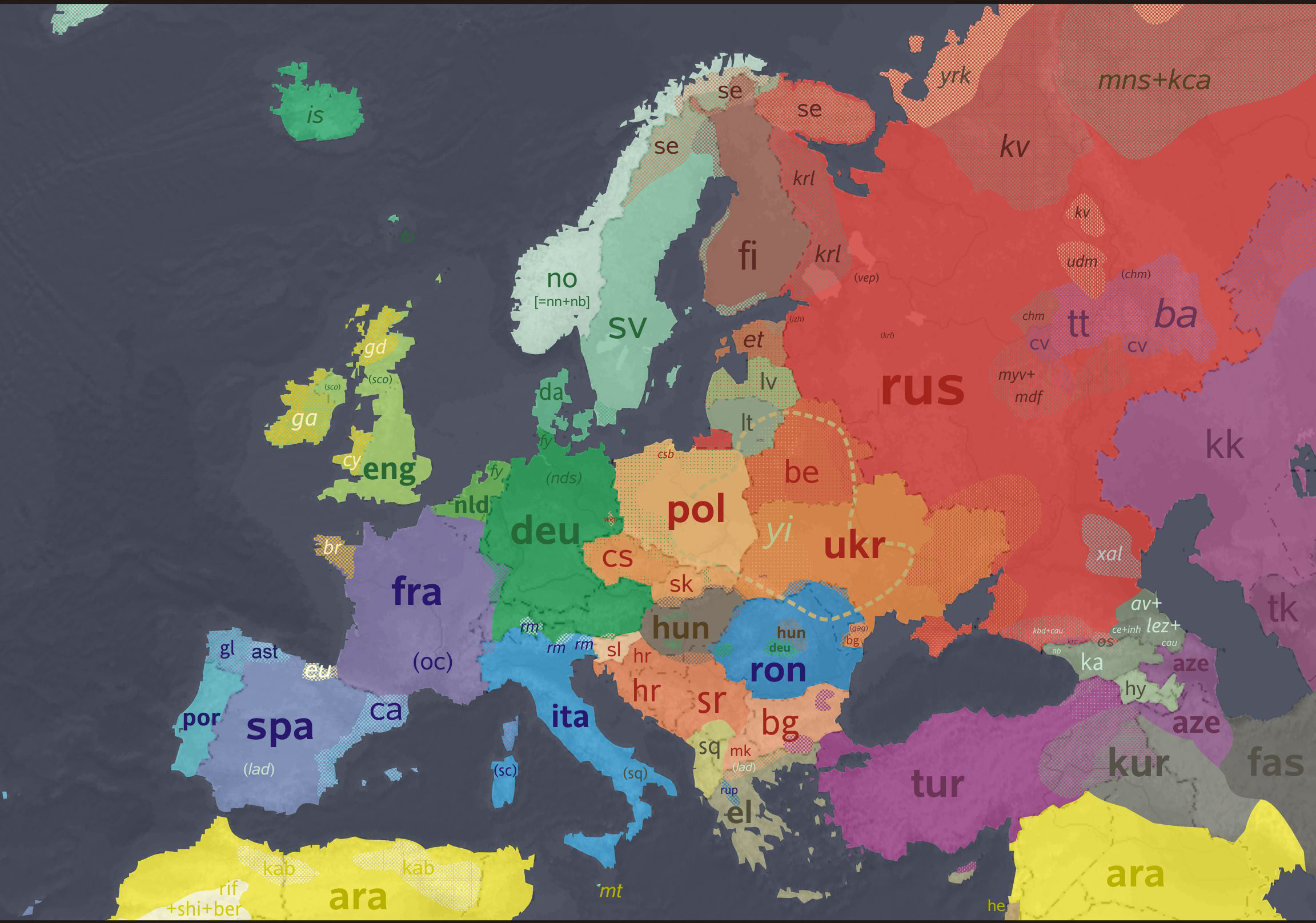

اليوم الأوروبي للغات يوافق 26 أيلول / سبتمبر من كل عام، أعلنه مجلس أوروبا في 6 كانون الأول / ديسمبر 2001، في نهاية السنة الأوروبية للغات (2001)، التي اشترك في تنظيمها مجلس أوروبا والاتحاد الأوروبي وهدفها هو تشجيع تعلم اللغة في جميع أنحاء أوروبا.

## الأهداف
الأهداف العامة لليوم الأوروبي للغات هي:
- تنبيه الجمهور إلى أهمية تعلم اللغة وتنويع مجموعة اللغات المكتسبة من أجل زيادة التعدد اللغوي والتواصل بين الثقافات؛
- وتعزيز التنوع اللغوي والثقافي الغني في أوروبا؛
- وتشجيع تعلم اللغة مدى الحياة داخل المدرسة وخارجها.

تمشيا مع هذه القواعد، يتم تشجيع الناس، صغارا وكبارا، على اكتساب لغة جديدة، أو أن يفخروا بشكل خاص بمهاراتهم اللغوية الحالية. كما يتم تشجيع المسؤولين عن توفير إمكانية الوصول إلى تعلم اللغة لتسهيل تعلم الناس مجموعة من اللغات، ودعم مبادرات السياسات الرامية إلى تعزيز اللغات. هناك أيضا التركيز على تعلم لغة أخرى غير الإنجليزية.
بمناسبة اليوم، يتم تنظيم مجموعة من الفعاليات في جميع أنحاء أوروبا، بما في ذلك تلك الخاصة بالأطفال، والبرامج التلفزيونية والإذاعية، ودروس اللغة والمؤتمرات. ولا تنظم هذه الأحداث بواسطة مجلس أوروبا أو الاتحاد الأوروبي ولا يخصص لها تمويلا خاصا (ما عدا برامجها اللغوية الحالية) لهذا اليوم. وتعطى الدول الأعضاء والشركاء المحتملون حرية تنظيم الأنشطة. ولتنسيق الأنشطة المنظمة على الصعيد الوطني، يطلب مجلس أوروبا من البلدان المشاركة أن ترشح «الأشخاص المرحلين الوطنيين» لهذا اليوم. كان التتابع الوطني في المملكة المتحدة هو (CILT)، المركز الوطني للغات.

## لغات أوروبا
وهناك حوالي 225 لغة من لغات الشعوب الأصلية في أوروبا، أي ما يقرب من 3 في المائة من مجموع لغات العالم. ومعظم اللغات الأوروبية من أصل هندو أوروبي. منذ نهاية القرن الثامن عشر، كانت اللغة الأكثر انتشارا في أوروبا (من حيث الجغرافيا وعدد الناطقين بها) هي اللغة الروسية التي حلت محل الفرنسية. ولا يتعدى عدد الناطقين باللغة الأصلية حوالي 150 مليون أوروبي يتحدثون الروسية يوميا، تليها اللغة الألمانية (حوالي 95 مليون)، واللغة الإنجليزية والفرنسية (كل منهما 65 مليون) والإيطالية[ ؟ ] (60 مليون) والإسبانية والبولندية (40 مليون لكل منهما)، والأوكرانية (30 مليون) والرومانية (26 مليون). وفيما يتعلق بدراسات اللغة الأجنبية، فإناللغة الإنجليزية هي حاليا اللغة الأجنبية الأكثر شعبية في أوروبا، تليها الألمانية[ ؟ ] والفرنسية والإيطالية والروسية والإسبانية. 

## تعدد اللغات اليوم
وفقا لدراسة الاتحاد الأوروبي «الأوروبيون ولغاتهم» ("يوروباروميتر 243"، فبراير 2006)، 56٪ من مواطني الاتحاد الأوروبي (25 دولة) يتكلمون لغة أخرى غير لغتهم الأم، ولكن 44٪ لا يعرفون أي لغات أخرى غير لغتهم الأم. ومع ذلك، 28٪ لديهم معرفة لاثنتين من اللغات الأجنبية. بين مواطني الاتحاد الأوروبي، 38٪ يشيرون إلى أنهم يعرفون الإنجليزية، تليها 14٪ للفرنسية أو الألمانية، 7٪ الروسية، 5٪ الإسبانية و 3٪ الإيطالية[ ؟ ]. فالأوروبي النموذجي متعدد اللغات هو طالب أو شخص يشغل منصبا إداريا أو شخصا ولد في بلد تختلف فيه لغة والديه عن اللغة الرئيسية للبلد.
مع تزايد أعداد المهاجرين واللاجئين، أصبحت المدن الأوروبية متعددة اللغات بشكل أكثر على سبيل المثال: في موسكو وسان بطرسبرغ، يتكلم العديد من المهاجرين الجدد الأوكرانية والمولدوفية والأرمنية والتتار والأذرية والطاجيكية والصينية أو واحدة من العديد من اللغات الأخرى. في لندن هناك حوالي 300 لغة مستخدمة (الإنجليزية والفرنسية والصينية والبولندية والروسية والإسبانية والبرتغالية والعربية والبنغالية والتركية والكردية والأمازيغية والهندية والأردية والبنجابية وغيرها).
يلتزم الاتحاد الأوروبي بسياسة تعدد اللغات، سواء في أعماله المؤسسية أو كهدف لمواطنيه. في قمة الاتحاد الأوروبي عام 2002 في برشلونة، وضعت هدفا للأطفال لتعلم اثنتين على الأقل من اللغات الأجنبية من سن مبكرة. ويرتبط تعدد اللغات بالنسبة للاتحاد الأوروبي بتنقل العمال والاقتصاد الأوروبي. وينفق الاتحاد الأوروبي أكثر من 30 مليون يورو سنويا على تعزيز تعلم اللغات والتنوع اللغوي من خلال برامج سقراط وليوناردو دافنشي، وهي سياسة بدأت ببرنامج لينغوا الرائد في عام 1990. 

## انظر أيضا
- الميثاق الأوروبي للغات الإقليمية أو لغات الأقليات
- تعدد لغوي
- لغات أوروبا